# حميدة طرخان
حميدة محمد طرخان (1892 - 12 فبراير 1982) وتعرف باسم حميدة العنيزي، رائدة الحركة النسائية في ليبيا وأول معلمة ليبية للتعليم الابتدائي في بنغازي وأول مديرة ليبية لمدرسة للبنات في عهد الإدارة العسكرية البريطانية ومؤسسة عدد من الجمعيات الاجتماعية والنسائية من بينها أول جمعية نسائية في ليبيا.
ولدت حميدة عام 1892 في مدينة بنغازي، أوفدت إلى تركيا 5 سنوات لتحصل على دبلوم المعهد العالي في التدريس، كانت تجيد اللغتين الفرنسية والتركية.
عرفت باسم حميدة العنيزي نسبة إلى زوجها عبد الجليل العنيزي الذي تزوجته عام 1920.
اثر عودتها افتتحت في منزل العائلة في منطقة سوق الحوت في وسط مدينة بنغازي فصلا لتعليم البنات مبادئ القراءة والكتابة إضافة لحفظ القرآن والتطريز والحياكة.
كما ساهمت في تأسيس أول نواة للتمريض وأول حركة المرشدات عام 1960 إضافة لأول معهد للمعلمات وفصلين لمحو الأمية للفتيات، كما أسست «جمعية النهضة النسائية» الخيرية العام 1954، والتي كانت تهدف إلى النهوض بالمرأة ثقافيا واجتماعيا ومعنويا، والتي استمرت في العمل حتى العام 1971.
كما ساهمت في تأسيس جمعية الكفيف الليبي وعضوا في هيئتها ومجلس التأسيس. 
كما عرف عنها محاولاتها الدؤوبة اقناع أولياء الأمور لإدخال بناتهم للمدارس وتكملة تعليمهن الثانوي والجامعي في فترة كانت بعض التقاليد تمنع حق الفتاة في الخروج لطلب العلم والاختلاط.